# 1999年北海道知事選挙
1999年北海道知事選挙（1999ねんほっかいどうちじせんきょ）は、北海道の執行機関である北海道知事を改選するため1999年4月11日に投票が行われた選挙で、第14回統一地方選挙前半戦の一環として行われた。

## 概要
北海道知事の任期4年が満了したことに伴って実施された選挙である。北海道知事は1947年の第1回知事選挙以来、一貫して統一地方選挙の日程で実施されている。北海道では旧社会党とその流れを受け継ぐ民主党が強い勢力を誇っており、第1回知事選挙以来、常に与野党による一騎討ちの選挙戦となっていた。しかし、この時は前回、社会党や新進党の推薦で初当選した現職の堀達也候補を自民・公明・民主など共産党を除いた与野党が推薦したことで、道知事選で初めて与野党相乗りの構図が出現した。そこに無党派を標榜する元衆議院議員で前回知事選に出馬した伊東秀子と、共産党が推薦する佐藤誠一が挑む選挙戦となった。

## 選挙日程など
- 告示：3月25日
- 投票日：4月11日
- 選挙当日の有権者数：4,467,814名

## 候補者
立候補者は以下の3名である。なお立候補者のうち、堀達也候補と伊東秀子候補は前回に引き続いて出馬である。
| 候補者名 | 年齢 | 所属党派 | 新旧 | 推薦・支持党派                                 | 前職                             |
| -------- | ---- | -------- | ---- | ---------------------------------------------- | -------------------------------- |
| 伊東秀子 | 55   | 無所属   | 新人 | 無党派                                         | 弁護士                           |
| 堀達也   | 63   | 無所属   | 現職 | 自由民主党・民主党・公明党・社会民主党・自由党 | 北海道知事（一期）               |
| 佐藤誠一 | 50   | 無所属   | 新人 | 日本共産党                                     | 団体役員（北海道民医連事務局長） |

出典：北海道新聞1999年3月25日付夕刊1面「道知事選立候補届け出」、縮刷版1159頁

## 選挙結果
- 投票率：63.73％（投票者数2,847,471名）

| 当落 | 候補者名 | 所属党派 | 新旧 | 得票数    | 得票率 |
| ---- | -------- | -------- | ---- | --------- | ------ |
| 当選 | 堀達也   | 無所属   | 現職 | 1,593,251 | 57.3%  |
|      | 伊東秀子 | 無所属   | 新人 | 810,187   | 29.2%  |
|      | 佐藤誠一 | 無所属   | 新人 | 374,931   | 13.5%  |
| 合計 | 合計     | 合計     | 合計 | 2,778,369 |        |

出典：北海道知事選挙の結果（昭和22年～現在）（xlsファイル）-北海道選挙管理委員会（2011年1月19日閲覧）
道知事選で初めて与野党相乗りを選択した現職の堀が、伊東と佐藤に大差をつけて再選を果たした。しかし、初当選した前回選挙の163万6千票にはわずかに及ばず、与野党相乗りによる支持拡大には失敗した。また敗れた伊東と佐藤の得票を合わせた反堀票は4割に達し、相乗りに対する批判の強さを示す形となった。伊東は自民党などからの推薦を受けた前回とは一転して、政党の支持を受けない無党派候補として草の根選挙を展開、都市部を中心に善戦し、前回知事選で得た76万票余を上回ることができた。そして共産党推薦の佐藤も道内における共産党の基礎票およそ30万票を上回る票を得て、道知事選における共産党単独推薦候補では過去最高の支持を得た。地域別で見た場合、伊東が首位となった士幌町を除いて、堀が首位に立った。